# Karl Nordström

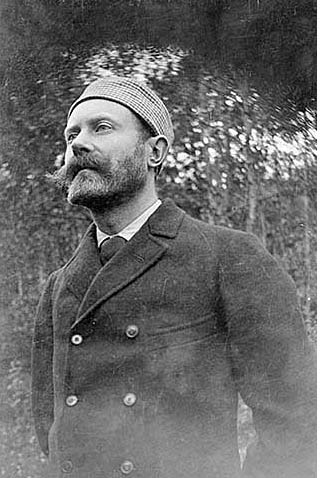
Karl Nordström (1893)

Karl Fredrik Nordström (* 11. Juli 1855 auf Gut Hoga auf Tjörn; † 16. August 1923 in Drottningholm) war ein schwedischer Maler.

## Leben

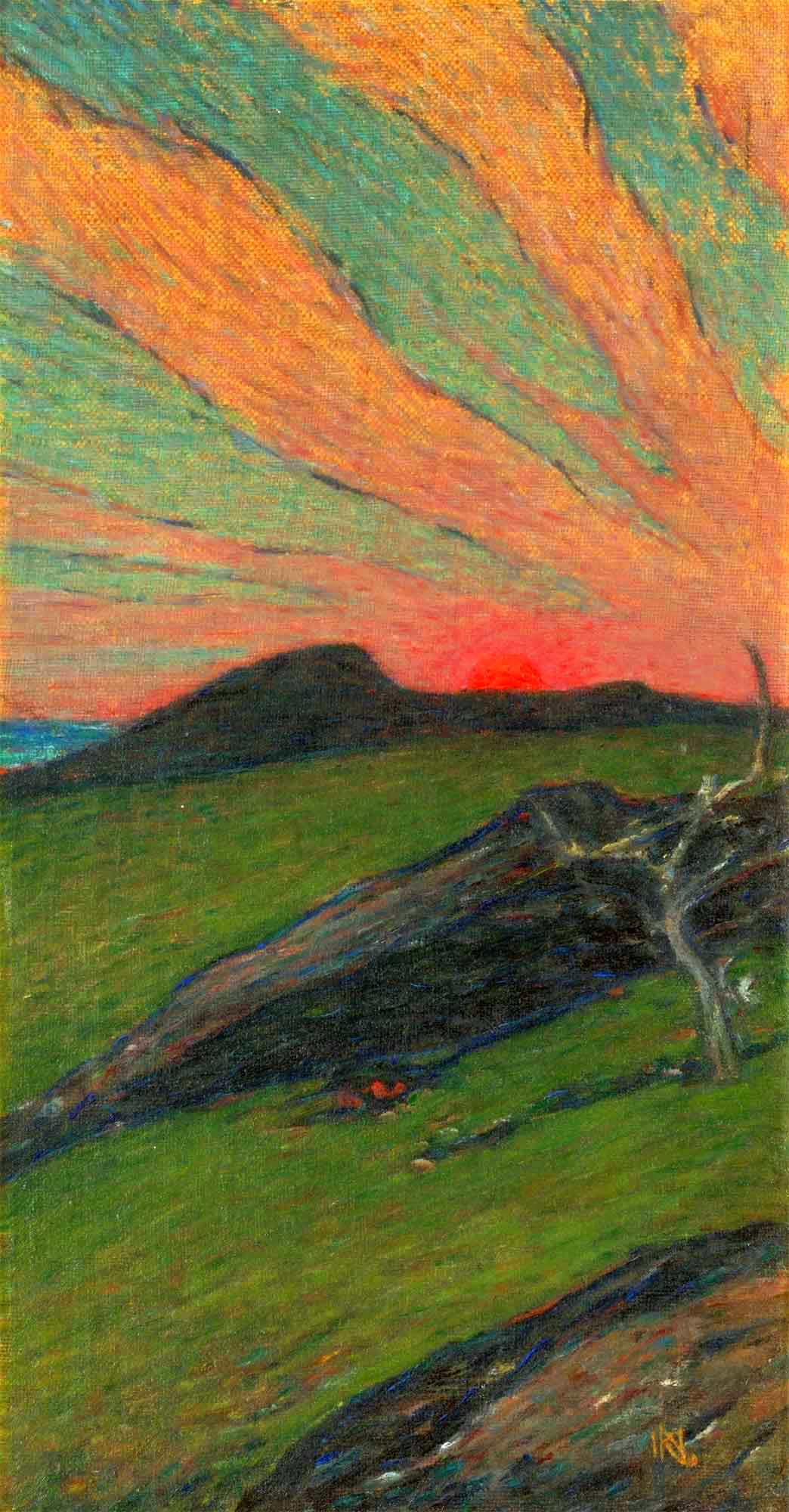
Sonnenuntergang über dem Westmeer, 1899

Nordström war der Sohn von Anders Nordström und dessen Frau Britt-Louise (geborene Hellberg). Ab 1875 wurde er als Schüler der Zeichenschule an der Schwedischen Kunstakademie hauptsächlich von Edvard Perséus betreut. Von 1880 bis 1882 hielt er sich für Studien an verschiedenen Orten in Frankreich auf, wo er stark vom Impressionismus beeinflusst wurde. Unter anderem wohnte er zusammen mit anderen schwedischen Künstlern in der Künstlerkolonie Grez-sur-Loing. Erste beachtete Erfolge hatte Nordström 1886 am Pariser Salon mit seinen Gemälden Waldstück bei Grez und Freiluftporträt von Frau N. als Verlobte. Im selben Jahr heiratete Nordström die Künstlerin Tekla Lindeström und auch seine Tochter Elsa wurde später Malerin. Danach wohnte Nordström hauptsächlich auf Tjörn und im Stockholmer Stadtteil Djurgården, worauf sein Stil mehr ins Skandinavische tendierte. Nordström gehörte zu den Gründern des Schwedischen Künstlerverbandes und war 1896 bis 1920 dessen Wortführer.
Zusammen mit Nils Kreuger und Richard Bergh bildete er die sogenannte Varbergschule, die sich an Werken von Paul Gauguin orientierte. Nordström war eng befreundet mit August Strindberg und Carl Larsson, die er in Frankreich kennengelernt hatte. Seine Bilder sind unter anderem im Schwedischen Nationalmuseum, auf Waldemarsudde, in der Thielska-Galerie und im Kunstmuseum von Göteborg ausgestellt.

## Weitere Werke (Auswahl)
- Marskväll på Skansen
- Nattstämning på Stockholms ström
- Utsikt över Fåfängan
- Påskeld
- Ovädersmoln
- Varbergs fäste
- Skymningsmotiv från Varberg
- Natt
- Granngårdarna i Appelvik
- Solglitter på havet
- Borreberg på Tjörn
- En vårafton från Roslagstull
- Månuppgång i Bellevue park
- Vinterafton vid Roslagstull
- Hoga på Tjörn

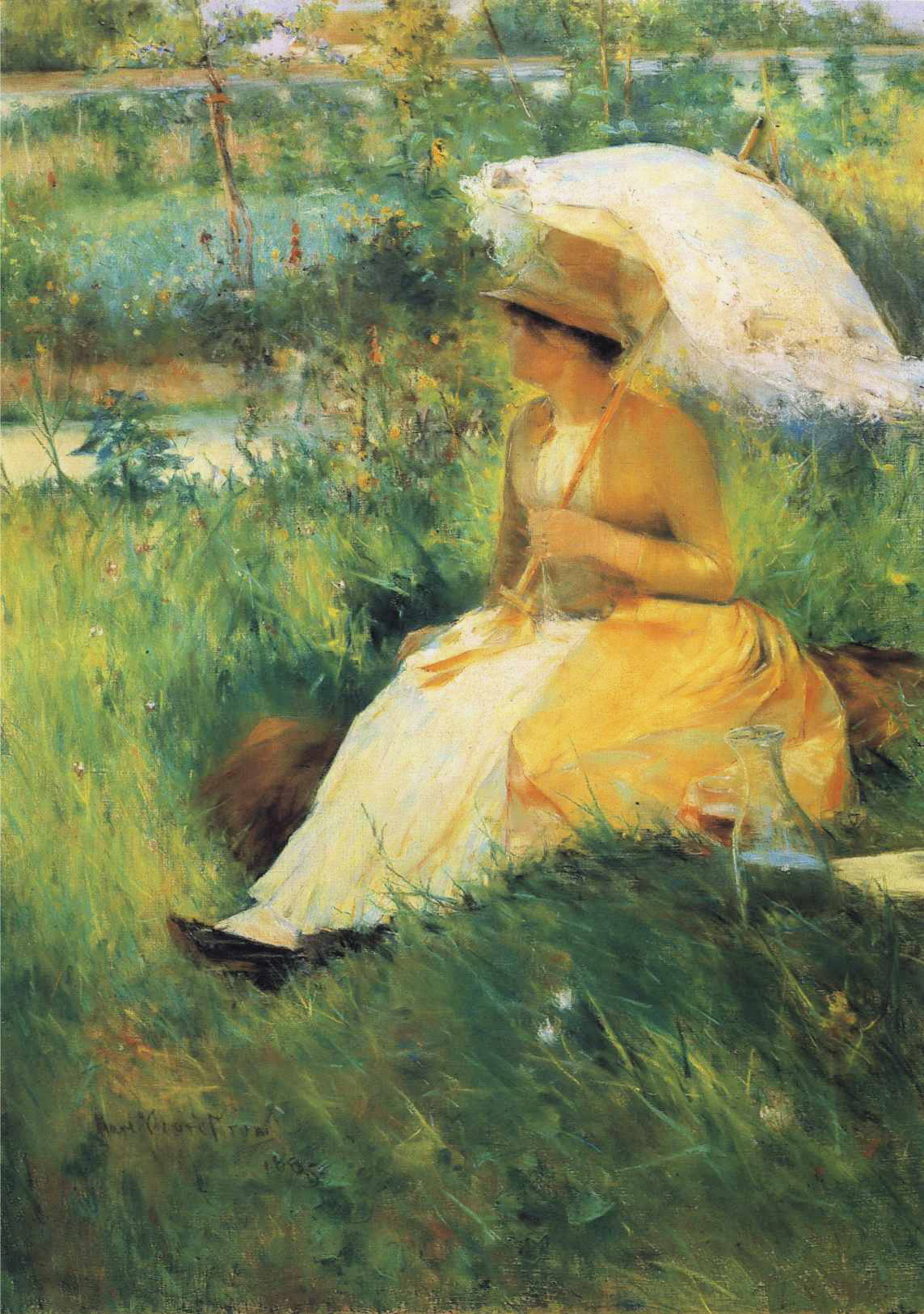
Min fru/My Wife (1885)
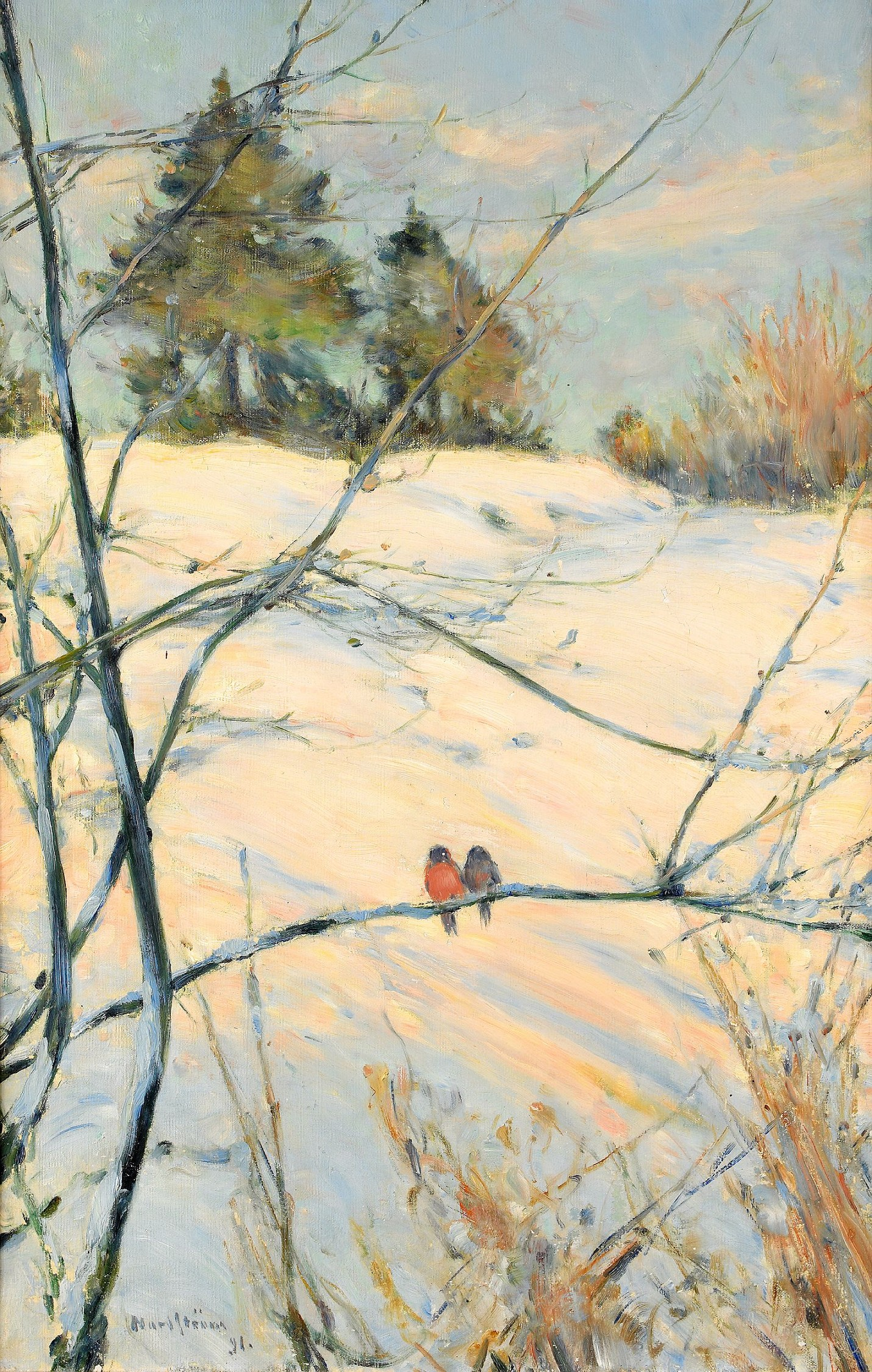
Vinterbild från Skansen (1891)
Granngårdarna (1894) Nationalmuseum, Stockholm
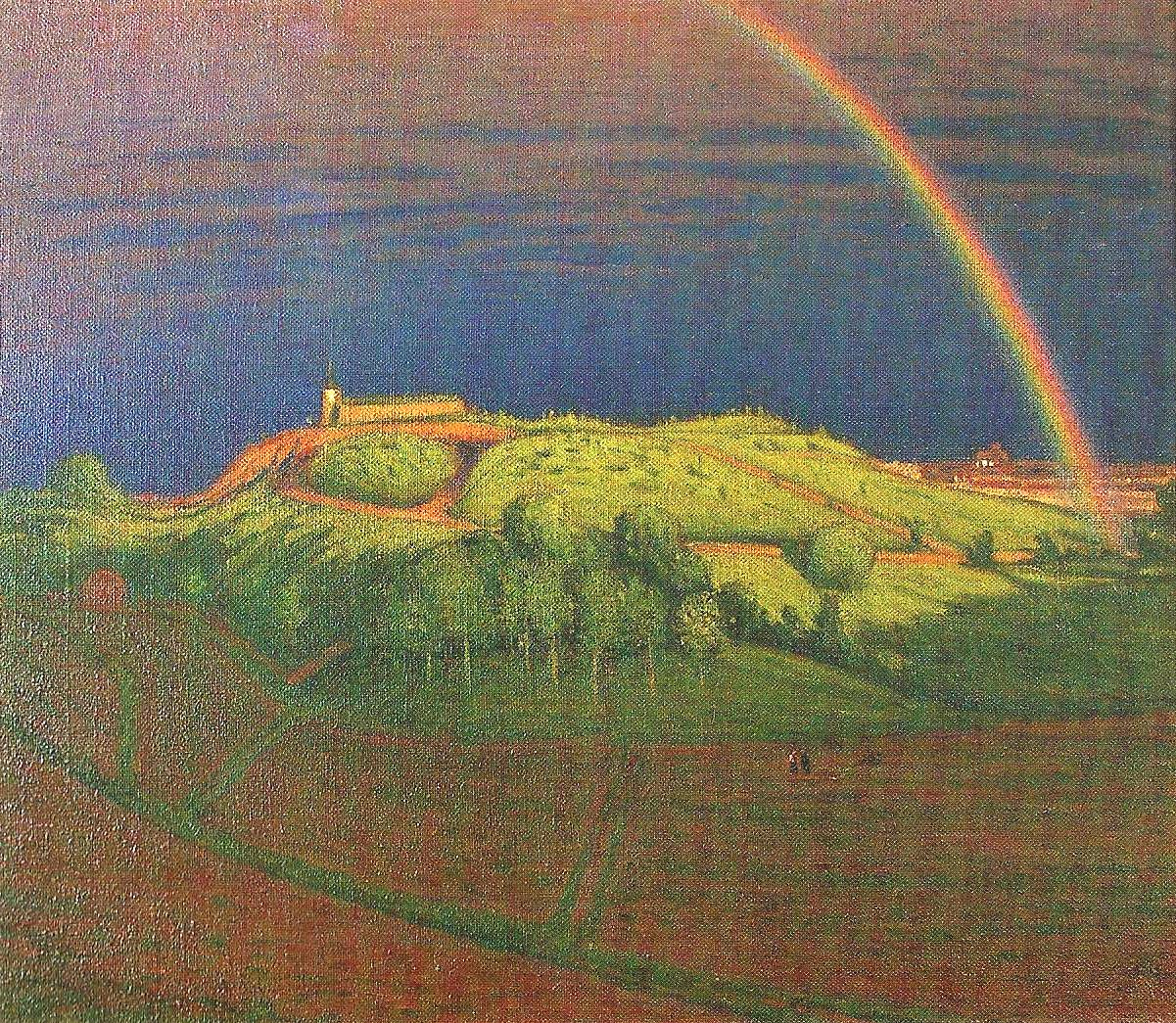
Regnbågen/The Rainbow (1899)
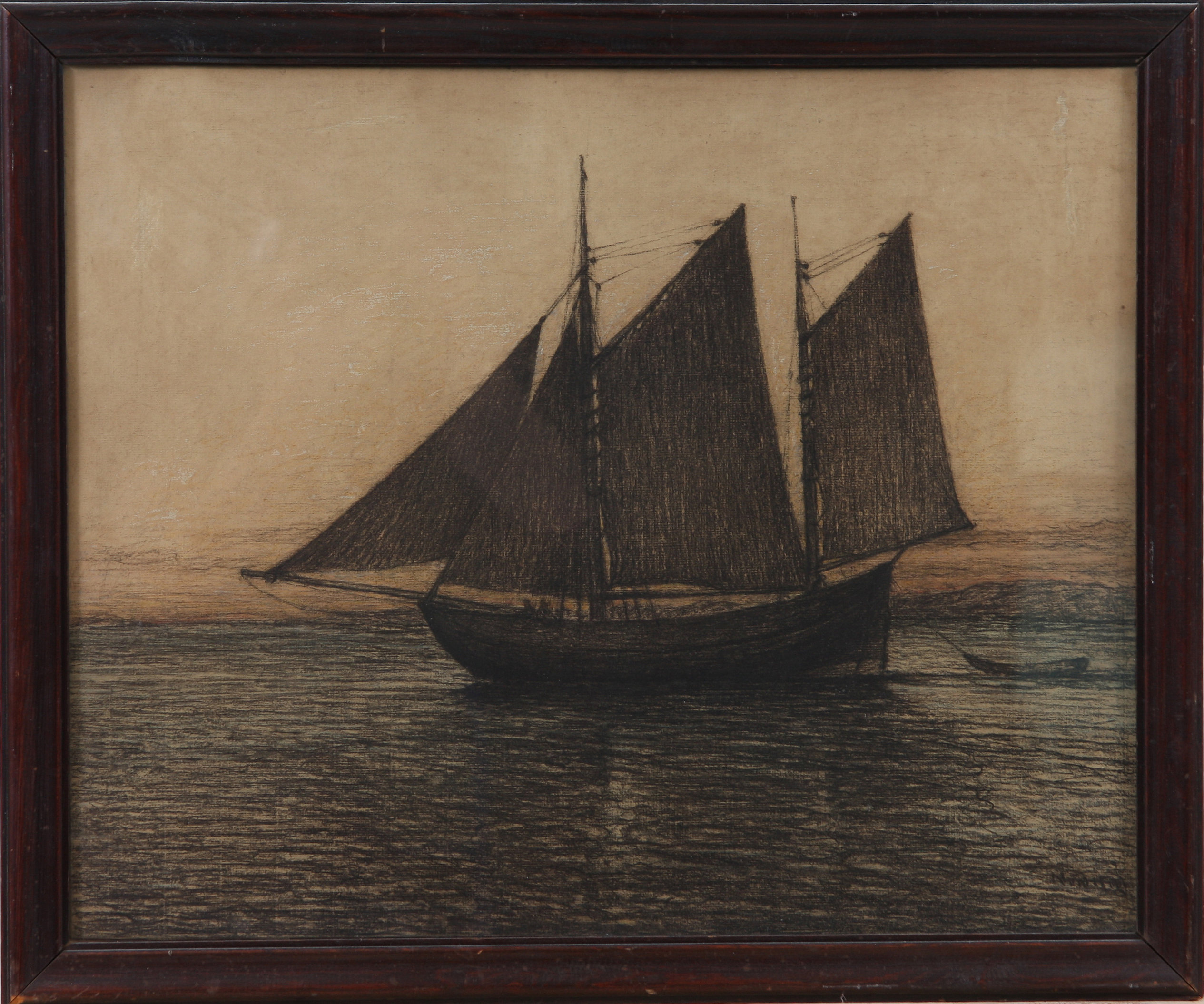
Röda segel/Red sails
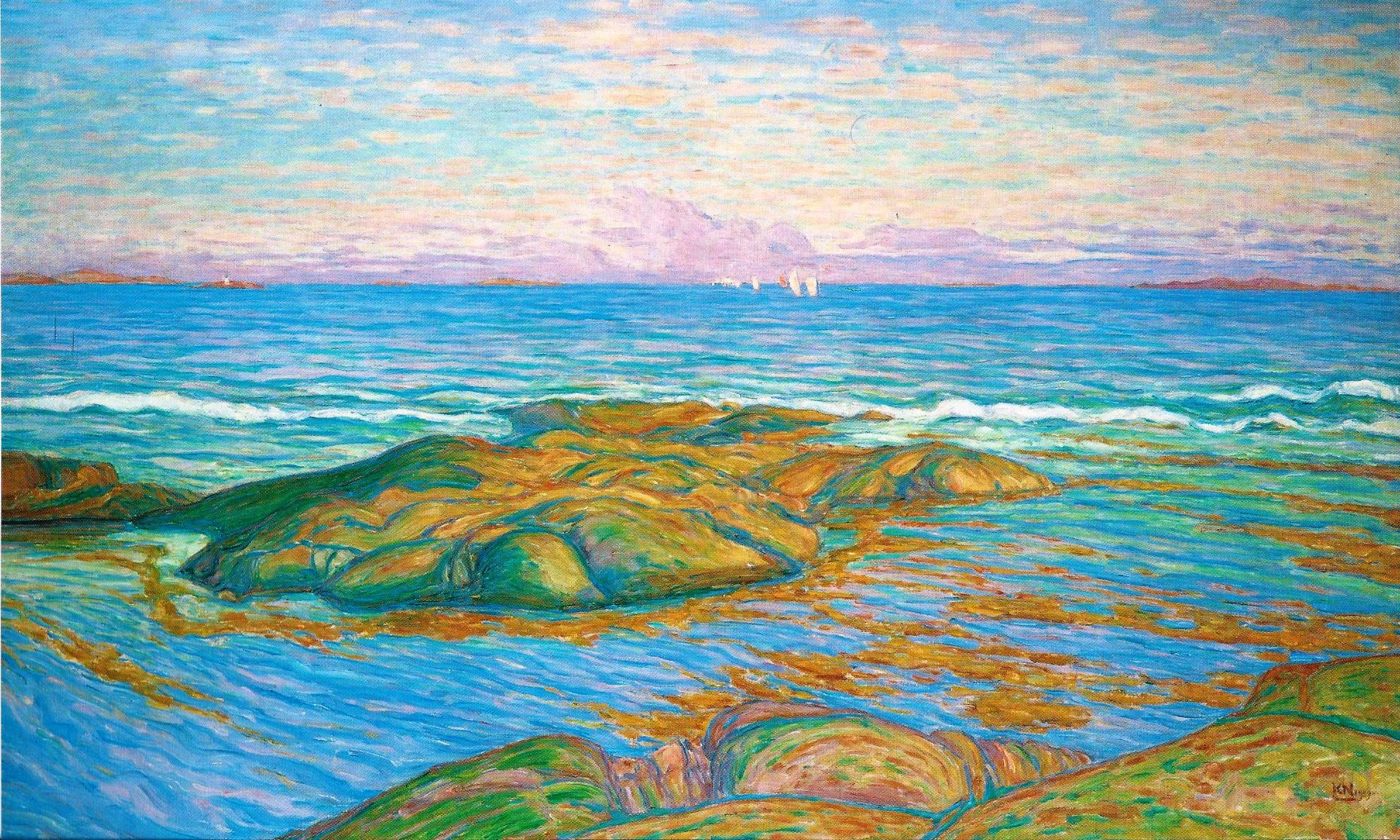
Skäret/The Skerry (1909)